# 乙醇铌
乙醇铌（又称乙醇铌(V)）是一种有机铌化合物，化学式为Nb2(OC2H5)10。它是无色液体，可溶于一些有机溶剂，但能容易水解。它主要用于含有铌氧化物的物料的溶膠凝膠处理。

## 结构
乙醇铌(V)和大多数的金属烷醇盐一样，不具有单体结构。早期研究表明铌的烷醇盐在水中会形成二聚体。根据其后的晶体学分析，铌的甲醇盐和异丙醇盐具有双八面体结构。就结构而言，在一个Nb2(OEt)10分子中，十个乙氧基配體中的氧原子组成一对相连的八面体，其中它们的中心为铌原子。从键合来看，每个铌原子中心由四个单齿乙氧基配体和两个橋接乙氧基配体连接，构成一个八面体。桥接乙氧基的氧原子与两个铌原子中心键合，而这两个配体在配位域中位于彼此的顺位置。化学式[(EtO)4Nb(μ-OEt)]2能更全面表示分子的二聚结构，但简化化学式更常用。

## 制备和反应
乙醇铌(V)由五氯化铌的盐复分解反应生产（Et = C2H5）：
10 NaOEt + Nb2Cl10 → Nb2(OC2H5)10 + 10 NaCl
铌烷醇盐的最重要反应是它们的水解，生成铌氧化物的薄膜和凝胶。虽然这些反应很复杂，但它们可以用以下简化方程式表示：
Nb2(OC2H5)10 + 5 H2O → Nb2O5 + 10 HOEt
Nb(OC2H5)5在325 – 350 °C以上开始热分解反应。它会释出乙醇和乙烷，所以能用四極桿質譜儀侦测。经过原子层沉积或化学气相沉积后，这分解反应会生成乙醚和五氧化二铌。它的方程式可以总结为：
Nb2(OC2H5)10 → Nb2O5 + 5 O(C2H5)2